# 1894 ve fotografii
Tento článek obsahuje významné fotografické události v roce 1894.

## Události
- Conrad Bernit vynalezl první komerčně prodávaný Bosco-Photographieautomat pro ferrotypii, předchůdce fotoautomatu.

## Narození v roce 1894
- 18. ledna – Lucia Moholyová, německy mluvící fotografka židovského původu narozená v Česku († 17. května 1989)
- 31. března – Anatol Josepho, americký vynálezce v oblasti fotografie († prosinec 1980)
- 30. dubna – Anna Grostøl, norská učitelka, fotografka a folkloristka († 4. ledna 1962)
- 13. června – Jacques Henri Lartigue, francouzský fotograf a malíř († 12. září 1986)
- 2. července – André Kertész, fotograf maďarského původu († 28. září 1985)
- 12. srpna – Halvor Vreim, norský architekt a fotograf (†  6. února 1966)
- 21. září – Anne Winterer, německá fotografka († 17. srpna 1938)
- 14. října – Karel Plicka, český a slovenský folklorista, hudebník, scenárista, režisér, kameraman a fotograf († 6. května 1987)
- 25. listopadu – Laurence Stallings, americký spisovatel, dramatik, scenárista a fotograf († 28. února 1968)
- 19. prosince – Senya Fleshin, ruský anarchistický aktivista a fotograf († 19. června 1981)
- ? – Nikólaos Tompázis, řecký fotograf († 1986)

## Úmrtí v roce 1894
- 6. ledna nebo 7. ledna – Gustav Adolf Quast, český malíř na skle a fotograf (* 1846)
- 22. ledna – Franz Eduard Strache, rakouský a český podnikatel, novinář, fotograf a politik (* 29. srpna 1815)
- 23. ledna – Carlos Relvas, portugalský fotograf (* 13. listopadu 1838)
- 9. února – Maxime Du Camp, francouzský spisovatel, žurnalista a fotograf (* 8. února 1822)
- 3. března – Albert Sands Southworth, americký fotograf (* 12. března 1811)
- 18. března – Antoine Louis Roussin, francouzský malíř, litograf a fotograf († 3. března 1819)
- 29. dubna – Benjamin Brecknell Turner, britský fotograf (* 12. května 1815)
- 8. května – Carl Christian Wischmann, norský fotograf (* 5. července 1819)
- 15. května – Francis Bedford, anglický architekt a fotograf (* 1816)
- 21. května – Charles-Louis Michelez, francouzský fotograf a litograf (* 30. ledna 1817)
- 25. května – Charles Fredricks, americký portrétní fotograf (* 11. prosince 1823)
- 8. července – Ludwik Szaciński, polský fotograf aktivní v Norsku (* 16. dubna 1844)
- 26. července – Peter Petersen, dánsko-norský fotograf (* 5. května 1835)
- 29. července – Richard Buchta, rakouský průzkumník a fotograf (* 19. ledna 1845)
- 11. srpna – Włodzimierz Wysocki, ukrajinský fotograf, výtvarník a básník polského původu (* 1846)
- 19. srpna – Georges Révoil, francouzský průzkumník, fotograf a diplomat (* 24. ledna 1852)
- 21. září – Eduard Isaac Asser, nizozemský průkopník fotografie (* 19. října 1809)
- 25. října – Olympe Aguado, francouzský fotograf (* 3. února 1827)
- 27. listopadu – George Barker, kanadsko-americký fotograf (* 1844)
- 29. listopadu – Fritz Luckhardt, rakouský fotograf německého původu (* 17. března 1843)
- ? – Jules de Laurière, francouzský amatérský archeolog a průkopník v oblasti archeologické fotografie (2. prosince 1825 – 3. října 1894)